# Rangherka
Rangherka (také Vršovický zámeček) je bývalá továrna na výrobu hedvábí, dnes novorenesanční reprezentativní budova z poloviny 19. století, která stojí ve Vršovicích v Praze 10. Pojmenovaná je podle svého prvního majitele Giuseppe Rangheriho. Budova je státem chráněnou kulturní památkou. Do roku 1974 zde sídlil Obvodní národní výbor Prahy 10.
Budova stojí v Městské památkové zóně Vinohrady, Žižkov, Vršovice.

## Historie

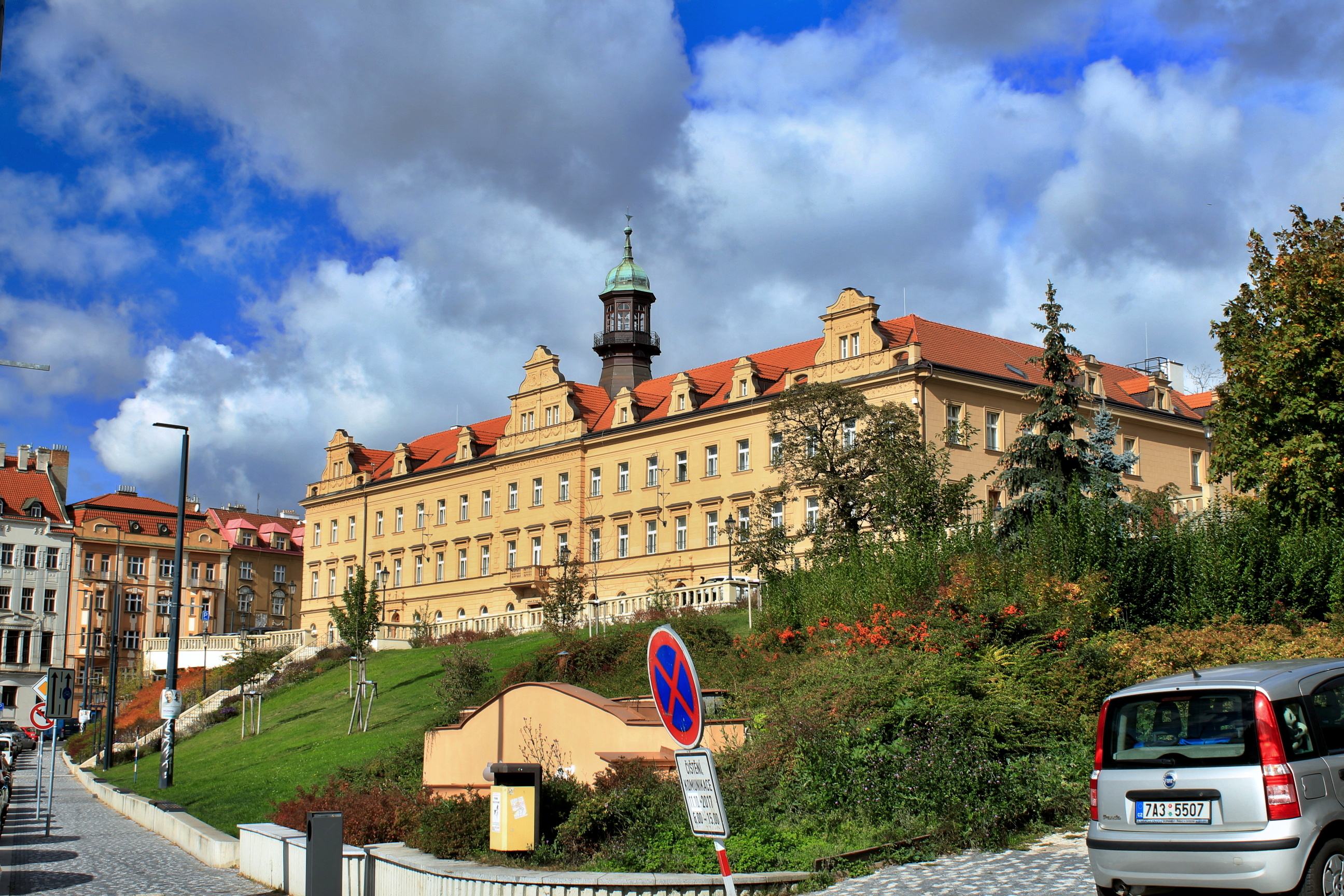
Rangherka, říjen 2017

### Vinice a sady
Před několika stoletími byla na místě dnešního zámečku Štočkovská vinice a viniční usedlost nazývaná Špendlikářka. V 70. letech 18. století se zde usadil italský obchodník Giuseppe Rangheri z Lombardie († 1832). Tento muž se zasloužil o rozvoj upadajícího hedvábnictví tím, že od Jana Ferdinanda Schönfelda odkoupil starší morušové sady pod pražskými městskými hradbami a vysadil nové zejména v oblasti dnešních Vinohrad. Za Koňskou branou založil morušovou školku.

### Továrna na hedvábí
Po jeho smrti pokračoval v jeho díle syn Enrico (Jindřich) Rangheri, který koupil rozsáhlý pozemek za kostelem sv. Mikuláše a usedlost Špendlikářka. Ve 40. letech 19. století zde vystavěl dvoupatrovou stavbu, která sloužila k chovu bource morušového. Po Rangheriho smrti budova i sad několikrát vystřídaly majitele, až se jím v roce 1882 stala vršovická obec. Na místě vykáceného morušového sadu zřídila dnešní Heroldovy sady. Továrna na hedvábí prošla v letech 1899–1900 přestavbou v novorenesančním stylu. Od této doby začala budova připomínat historický zámeček.

### Sídlo škol a úřadů
V průběhu času byla v budově umístěna škola, různé úřady a také sídlo Národního výboru Prahy 10, který tu sídlil do roku 1974, kdy se přestěhoval do nové budovy na sídlišti Vlasta ve Vršovické ulici. V 80. letech 20. století byla budova Rangherky opuštěna a sloužila jako skladiště. Pro veřejnost byla přístupná pouze obřadní síň.

### Domov spokojeného stáří a obřadní síň

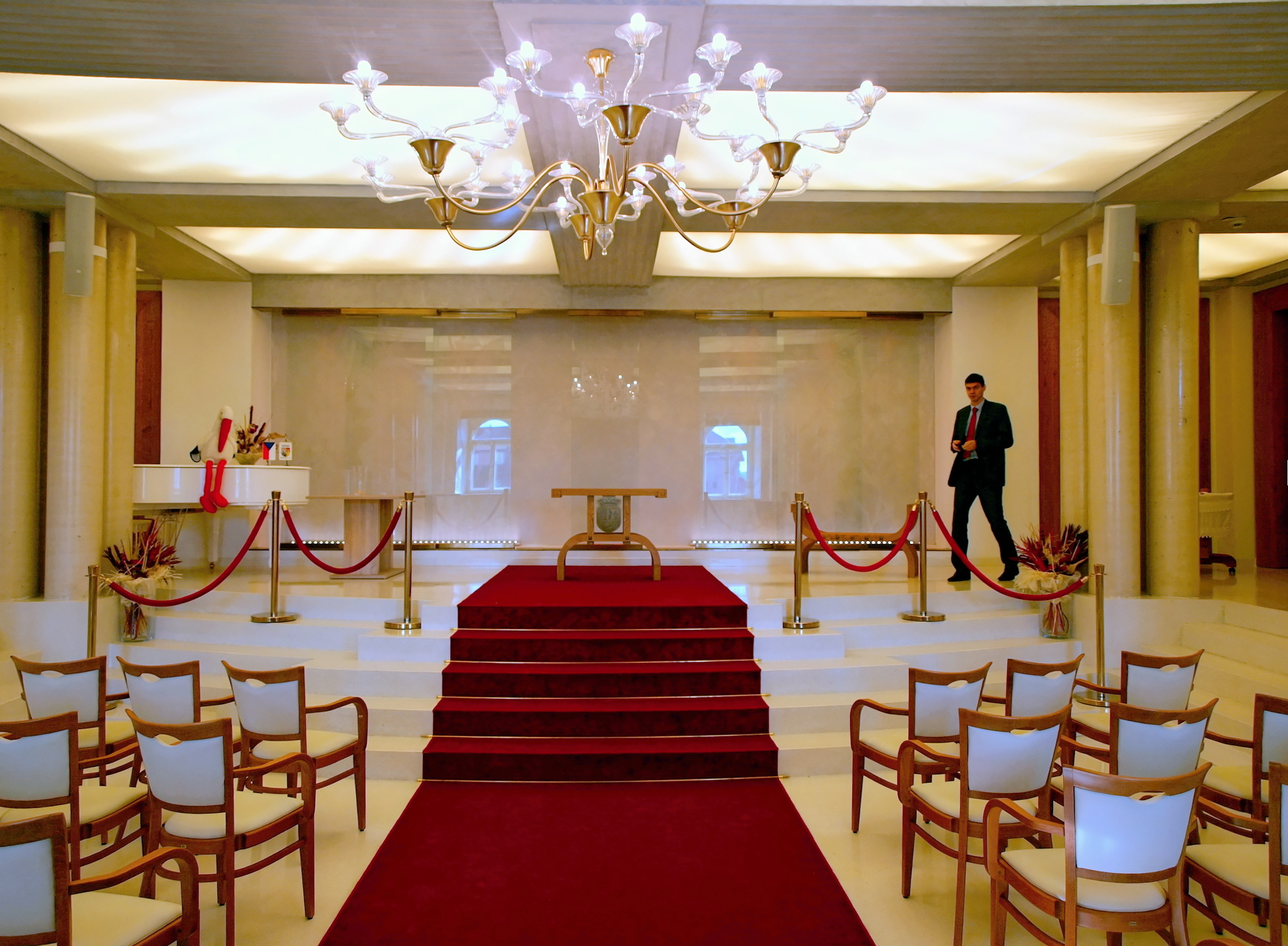
Společenský sál

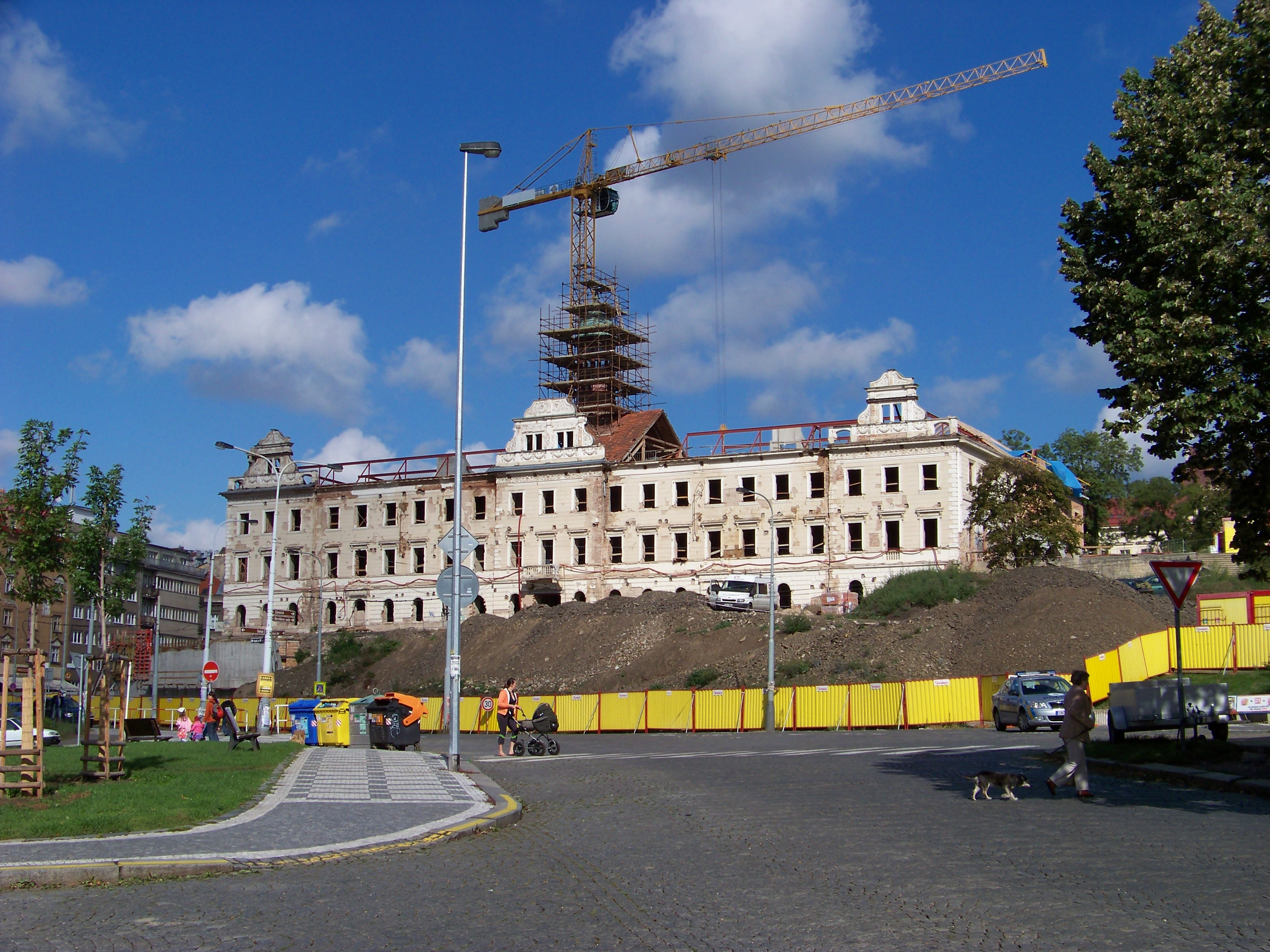
Rangherka během rekonstrukce v roce 2012

Vršovický zámeček je v majetku hl. m. Prahy a spravuje jej městská část Praha 10. Budova byla po dlouhou dobu neudržovaná, konstrukce byly napadeny plísněmi.
Původní plán z roku 2002, který předpokládal přestavbu Rangherky na hotel podle projektu architekta Jakuba Masáka, nebyl realizován.
Rekonstrukce byla zahájena v polovině srpna 2010, hotovo mělo být za dva roky od zahájení. Provoz nově zrekonstruovaného zámečku byl zahájen v dubnu roku 2014. V zámečku jsou poskytovány komplexní celoroční pobytové služby seniorům a fungovat zde měl také domov se zvláštním režimem, který poskytuje pobytové služby osobám se specifickými potřebami vyplývajícími z jejich závažného onemocnění jako například Alzheimerova nemoc. Provoz Domova spokojeného stáří zajišťuje Centrum sociální a ošetřovatelské pomoci v Praze 10. Zámeček nabízí místa až pro 75 seniorů.
Zámeček nabídl i tzv. odlehčovací službu, tj. pobytové služby osobám, které mají sníženou soběstačnost z důvodu věku, chronického onemocnění nebo zdravotního postižení, o které je jinak pečováno v jejich přirozeném prostředí. Hlavním cílem této služby je umožnit pečujícím fyzickým osobám nezbytný odpočinek. Pobytové sociální služby jsou poskytovány v jednolůžkových, dvoulůžkových a třílůžkových pokojích.
Dále zde funguje reprezentativní obřadní síň, ve které se konají svatby a vítání nejmenších občánků. V obřadní síni je instalována mj. speciální skleněná plastika nasvícená podle přání svatebčanů. Počítač dokáže naprogramovat až 1000 barevných odstínů, které se mohou uzpůsobovat podle hudebního doprovodu.